# Гаджиев, Гуси Гусейнали оглы
Гуси Гусейнали оглы Гаджиев (азерб. Hüsü Hüseynəli oğlu Hacıyev; 26 сентября 1897, Шуша, Елизаветпольская губерния — 18 мая 1931, Агдашский район) — советский азербайджанский партийный и государственный деятель.

## Биография
Родился в городе Шуша Елисаветпольской губернии в купеческой семье. Окончил Шушинское реальное училище.
С 1921 по 1929 год работал на ответственных постах в Кубатлинском, Карягинском, Курдистанском, Агдамском и Кубинском районах. Был избран в члены ЦК АКП(б), АзЦИК и Закавказского ЦИК.
В 1930 году назначен народным комиссаром юстиции, и генеральным прокурором Азербайджанской ССР.
18 мая 1931 года убит врагами советской власти во время ликвидации последствий разлива реки Кура в Агдашском районе.
Похоронен на Аллее почётного захоронения в Баку.

## Память
- Именем Гуси Гаджиева названа одна из улиц Баку.
- Селение Султанкенд Лачинского района носит название Гюсюлю в его честь.